# ハドソン・リバー派の画家
ハドソン・リバー派の画家は、ロマン主義の芸術的理想に影響を受けた19世紀半ばのアメリカの芸術運動であったハドソン・リバー派のグループ。彼らの絵画は、ニューヨーク州のハドソン川とその周辺地域だけでなく、キャッツキル山地北緯42度13分13秒 西経73度57分57秒 / 北緯42.22028度 西経73.96583度、アディロンダック山地北緯44度06分45秒 西経73度55分26秒 / 北緯44.11250度 西経73.92389度、ニューハンプシャー州のホワイト山脈北緯44度16分14秒 西経71度18分14秒 / 北緯44.27056度 西経71.30389度を描いている。

## リスト
| 画家名                                 | 肖像           | 有名作品 | 生誕           | 死亡           | 説明 |
| -------------------------------------- | -------------- | -------- | -------------- | -------------- | --- |
| チャールズ・ベーカー                   |                |          | 1839年         | 1888年         | ハドソン・リバー派のアメリカ人風景画家。初期アメリカの牧歌的原野の風景画とニューハンプシャー州のホワイト山脈の風光明媚な景色を描いた。1839年から73年にナショナル・アカデミー・オブ・デザインに、また1847年にはアメリカン・アート・ユニオンに作品を出展した。彼はトマス・コールの劇的な作品の影響を深く受けて、コールの崇高な美学に結び付けられるロマンチックなスタイルで描いている。彼はまたアート・スチューデンツ・リーグ・オブ・ニューヨークの創立者の一人である。 |
| ウィリアム・ブリス・ベイカー           |                |          | 1859年11月27日 | 1886年11月20日 | |
| アルバート・ビアスタット               |                |          | 1830年1月7日   | 1902年2月18日  | アメリカ西部の風景を大画面で詳細に描いたことで広くしられる西部開拓時代のドイツ系アメリカ人画家で、自らの作品の題材を得るためよく5回に渡って政府のアメリカ西部地方への測量隊に同行した。彼は、西部の風景を描いた最初の画家では無いが、19世紀後半の西部の風景を描く第一人者であった。 |
| ジョン・ウィリアム・カシリア           |                |          | 1811年6月25日  | 1893年8月17日  | 版画家として活動後、アッシャー・ブラウン・デュランドとともに風景画家に転じた。 |
| フレデリック・エドウィン・チャーチ     |                |          | 1826年5月4日   | 1900年4月7日   | 彼はトマス・コールの最初で唯一の直弟子であり、アメリカのハドソン・リバー派中心人物となった。自然科学にも取り組んでいるが、彼は常に自身の作品に精神的な次元を含めるようにと心を配っていた。彼は作品の多くをニューヨーク州オラーナで描いた。 |
| トマス・コール                         |                |          | 1801年2月１日  | 1848年2月11日  | 一般的にハドソン・リバー派の創始者として知られる。彼は主に自宅があるニューヨーク州キャッツキル近くの風景を描いた。 |
| サミュエル・コールマン                 |                |          | 1832年3月4日   | 1920年5月26日  | 彼の風景画はハドソン・リバー派の影響が見られる。彼はアッシャー・デュランの下で学んだと考えられている。1850年最初の作品をナショナル・アカデミー・オブ・デザインに出展した。 |
| ジャスパー・フランシス・クロプシー     |                |          | 1823年2月18日  | 1900年4月23日  | ハドソン・リバー派の第一世代のメンバーで、彼が描いた秋の風景の大胆さと輝きは鑑賞者を驚かせた。アーティストとして、風景が最高の芸術形式で自然は神の直接の現れであったと信じた。 |
| トーマス・ドーティ                     |                |          | 1793年7月19日  | 1856年7月22日  | アメリカで最初に風景画を専門にした画家である。彼の成功は彼の高い技術と同時にこの時代にアメリカ人が風景に関心を寄せ始めたという事実のためである。 |
| アッシャー・ブラウン・デュランド       |                |          | 1796年8月21日  | 1886年9月17日  | 版画家として実績を上げた後、風景画家になった。特に木、岩、葉の詳細な描写を持つ彼の傑作「気の合う同士」がよく知られている。彼はまた、多くの若い芸術家を指導し奨励した。 |
| ロバート・ダンカンソン                 |                |          | 1821年         | 1872年12月21日 | 南北戦争前から戦争中のアフリカ系アメリカ人の画家。彼の画風はハドソン・リバー派に影響された。 |
| サンフォード・ロビンソン・ギフォード   |                |          | 1823年7月10日  | 1880年8月29日  | ハドソン・リバー派の指導的メンバーの一人である。 ギフォードの風景画は、光と柔らかい雰囲気の効果を強調する事で知られている。彼はハドソン・リバー派の分派のスタイルとみなされている「ルミニズム」の創始者と見られている。 |
| ジェームズ・マクドゥーガル・ハート     |                |          | 1828年5月10日  | 1901年10月24日 | スコットランド生まれのアメリカ人でハドソン・リバー派の風景画家、動物画家。兄のウィリアム・ハートもハドソン・リバー派の画家で二人は同様の主題の画を描いた。姉ジュリー・ハート・ビールもハドソン・リバー派の風景画家であった。 |
| ウィリアム・ハート                     |                |          | 1823年3月31日  | 1894年6月17日  | スコットランド生まれのアメリカ人でハドソン・リバー派の風景画家、動物画家。弟のマクドゥーガル・ハートもハドソン・リバー派の画家で二人は同様の主題の画を描いた。彼はジュール＝ジョゼフ・ルフェーブルに学んだ。 |
| ウィリアム・スタンレー・ヘーゼルタイン |                |          | 1835年6月11日  | 1900年2月3日   | ハドソン・リバー派とルミニズムに結び付けられるアメリカ人の画家で描画家。彼は1859年迄にニューヨーク市にある芸術家の為のビルディング10ストリートスタジオビルに入館した。そこにはフレデリック・エドウィン・チャーチ、アルバート・ビアスタットとワージントン・ウィトリジも住んでいた。 |
| マーティン・ジョンソン・ヒード         |                |          | 1819年8月11日  | 1904年9月4日   | 風景画を含む種々の主題を描いた多作の画家。彼がハドソン・リバー派に所属していたか、あるいは単にそこから影響を受けただけかは不明だが、チャーチを含め同派の多くの著名なメンバーと友人であった。 |
| ヘルマン・ヘルツォーク                 |                |          | 1831年11月15日 | 1932年2月6日   | ペンシルベニア州に移住し、アメリカ全土の風景を描いたドイツ人の風景画家。彼はハドソン・リバー派に属していると考えられるが、ビアスタットやチャーチほど劇的なシーンはなく現実的な画を描いている。 |
| トーマス・ヒル                         |                |          | 1829年9月11日  | 1908年6月30日  | 英国生まれの画家で15歳の時米国に移民した。彼はカリフォルニアなどの多くの素晴らしい風景画を描いた。特にヨセミテ渓谷やニューハンプシャー州のホワイト山脈の景色を描いた。 |
| デイヴィッド・ジョンソン               |                |          | 1827年         | 1908年         | ハドソン・リバー派の第二世代のメンバーの一人。彼はニューヨーク市で生まれ。ナショナル・アカデミー・オブ・デザインで2年間学び、また少しの間ジャスパー・フランシス・クロプシーからも学んだ。ジョン・フレデリック・ケンセットとジョン・ウィリアム・カシリアと共にルミニズムを発展させた事で知られている。 |
| ジョン・フレデリック・ケンセット       |                |          | 1816年3月22日  | 1872年12月14日 | ケンセットはハドソン・リバー派の第二世代に属する画家でニューヨーク州北部とニューイングランドの風景画やニュージャージー州ロングアイランドとニューイングランドの海岸風景画で広く知られている。 |
| ジャービス・マッケンティー             | Jervis McEntee |          | 1828年7月14日  | 1891年1月27日  | アメリカのハドソン・リバー派の画家。彼は19世紀のアメリカ美術界であまり知られていないが、ハドソン・リバー派の重要な画家の何人かと親しい間柄で、また旅の仲間であった。 |
| トーマス・モラン                       |                |          | 1837年2月12日  | 1926年8月25日  | ハドソン・リバー派の画家。トーマス・モランのアメリカ西部の風景画の構想は、イエローストーン国立公園の画を描くのに重要であった。彼の鉛筆と水彩画のフィールドスケッチや絵画は、壮大なイエローストーン地域の自然の特別な地形や特徴を記録したものであった。 |
| ロバート・ウォルター・ウィアー         |                |          | 1803年6月18日  | 1889年5月1日   | ロバート・ウィアーはハドソン・リバー派のアメリカ人画家で1829年にナショナル・アカデミー・オブ・デザインの会員に選出された。彼は1832年から74年までの42年間アメリカ陸軍士官学校 で教鞭をとった。 |
| ワージントン・ウィットレッジ           |                |          | 1820年5月22日  | 1910年2月25日  | アメリカのハドソン・リバー派の芸術家。 彼は生存時に高く評価された画家で、アルバート·ビアスタットやサンフォード・ロビンソン・ギフォードを含むハドソン・リバー派の数々の有名な芸術家と友達だった。彼は広く旅し、優れた風景画を数多く残し、それらは現在、米国の主要美術館で見ることが出来る。彼は1874年から1875年までナショナル・アカデミー・オブ・デザインの校長を務めた。                                                                                             |